# Adam Zajkowski
Adam Zajkowski (ur. 10 lutego 1978) – polski judoka. Syn Antoniego Zajkowskiego, brat Wojciecha Zajkowskiego.
Były zawodnik klubów: KS AZS-AWF Warszawa (1992-2002), WOSW KS Warszawa (2002-2005). Srebrny medalista zawodów pucharu świata w kat do 73 kg (Rotterdam 2002). Dwukrotny wicemistrz Polski seniorów (1999 - mistrzostwa Polski OPEN w kat. do 75 kg, 2002 w kat. do 73 kg) oraz trzykrotny brązowy medalista (2000 - mistrzostwa Polski OPEN w kat. do 75 kg, 2003 - kat. do 73 kg, 2004 - kat. do 81 kg). Uczestnik mistrzostw Europy seniorów 2002.